# Mohsen Elbelassy
Mohsen Elbelassy (Alexandrië, 19 mei 1982) is een Egyptische schrijver, dichter, journalist en beeldend kunstenaar.
Elbelassy is hoofdredacteur van het tijdschrift Chamber, het tijdschrift van de internationale surrealisten, en heeft in 2022 de Sawiris-prijs voor literaire kritiek in 2022 gekregen. Daarnaast is hij de hoofdredacteur van El-Ghorfa magazine.

## Professionele carrière
Elbelassy heeft een loopbaan gehad in de journalistiek, waarbij hij talrijke artikelen en poëtische teksten heeft gepubliceerd in diverse Egyptische en internationale kranten, tijdschriften en websites, waaronder de Omaanse krant Al-Ru'ya en het tijdschrift Hekma.
Elbelassy begon als journalist en beeldend kunstenaar die bekend staat om zijn bijdragen aan zowel de journalistiek als de kunstwereld. Hij was redactielid van het tijdschrift Chamber, een uitgave van de internationale surrealistische beweging. Hij heeft ook verschillende kunsttentoonstellingen georganiseerd, waaronder de tentoonstelling 'Freedom or Death', in samenwerking met beeldend kunstenaar Magda Khoja in het Prince Taz Palace in Caïro, Daarnaast heeft hij ook in samenwerking met Magda Khoja de tentoonstelling 'Ero Political Psalms' gehouden.
Elbelassy heeft zich ook toegelegd op het vertalen van verschillende surrealistische poëzie en van verschillende internationale dichters. In zijn boek 'The Rejection of the Poem', gepubliceerd in 2019, verkent hij de wereld van de Egyptische surrealistische dichter Albert Kassiri en vertaalt hij drie gedichten die worden beschouwd als de laatste overblijfselen van diens verloren gegane verzameling.

## Privéleven
Elbelassy is getrouwd met schrijver, kunstenaar en activist Ghada Kamal Ahmed. In september 2017 werd Elbelassy beschuldigd van verschillende aanklachten, waaronder het opkomen voor homorechten en het beledigen van het Saoedische volk. Hij had als gast in een tv programma ‘90 minuten’ van Mehwar TV, de rechten van homoseksuelen verdedigde en kritiek geuit op de arrestatie van jongeren die met regenboogvlaggen hadden gezwaaid tijdens een concert van de Libanese zanggroep Mashrou’ Leila.

## Werken
Elbelassy heeft verschillende surrealistische boeken geschreven, waaronder 'Aeropolitieke Psalmen', 'Gods of the Moon', 'Free Imagination' en 'Het gedicht afwijzen'. Hij heeft ook 'De reis van Kamel Al-Tilmisani - de surrealist versus de realist' gepubliceerd, waarin hij het leven van de Egyptische beeldend kunstenaar en filmregisseur Kamel Al-Tilmisani bespreekt, evenals de geschiedenis van de surrealistische beweging in Egypte. Daarnaast bracht hij de biografie van Joyce Mansour uit bij uitgeverij Sefsafa Publishing en bij dezelfde uitgever de vertaalde proza van deze schrijfster.
- Virtual International Authority File: 15161149828434942663